# MuseumPrijs (België)

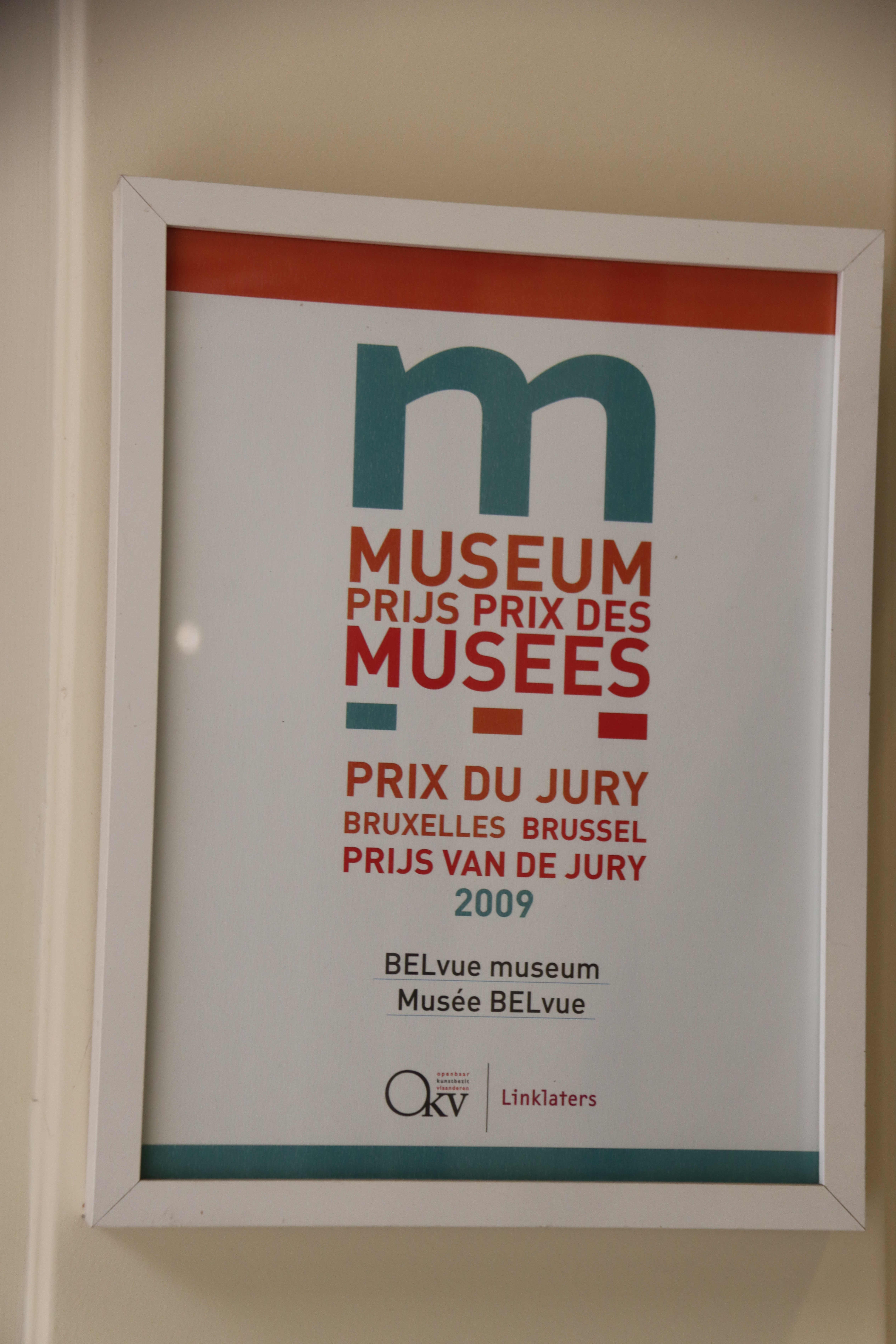
BELvue museum

De Museumprijs (Frans: Prix des Musées) is een Belgische prijs die jaarlijks wordt uitgereikt aan een verdienstelijk museum. Het initiatief gaat uit van het tijdschrift Openbaar Kunstbezit in Vlaanderen, gesteund door Linklaters.

## Concept
De prijs steunt vooral initiatieven waarbij niet zozeer de collectie van een museum centraal staat, maar de "museumwerking", met name de publiekswerking of -vernieuwing. Dikwijls is het de "educatieve dienst" van een museum die de prijs binnenhaalt.
De jury-prijs bedraagt (2014) 15.000 euro, aangevuld met een publieksprijs (waarvoor het publiek kan meestemmen) en, sinds de editie 2009, de prijs van de Kinderjury.
Het winnende museum wordt verondersteld het geld te gebruiken om de publiekswerking te verbeteren, bijvoorbeeld om extra inspanningen te doen voor het aantrekken van nieuwe doelgroepen: kinderen en jongeren, personen met een handicap, kansarmen,... .
De Museumprijs wordt elk jaar verdeeld over één museum in Vlaanderen, één in Brussel en één in Wallonië.
In Nederland wordt een soortgelijke prijs uitgereikt, de BankGiro Loterij Museumprijs. Er is ook een Europese museumprijs, de European Museum of the Year Award, die wordt uitgereikt door de Raad van Europa. Deze prijs werd in 2000 gewonnen door het In Flanders Fields Museum in de Lakenhalle van Ieper.

## Laureaten

### 2006
| gewest:    | museumprijs                                         | publieksprijs                       |
| ---------- | --------------------------------------------------- | ----------------------------------- |
| Vlaanderen | Museum Dr. Guislain, Gent                           | Het Huis van Alijn, Gent            |
| Brussel    | Museum voor Natuurwetenschappen                     | Museum voor Natuurwetenschappen     |
| Wallonië   | MAC’s, Musée des arts contemporains, Le Grand-Hornu | Musée de la Photographie, Charleroi |

### 2007
| gewest:    | museumprijs                          | publieksprijs                                          |
| ---------- | ------------------------------------ | ------------------------------------------------------ |
| Vlaanderen | Sportimonium, Domein Hofstade        | Museum voor de Geschiedenis van de Wetenschappen, Gent |
| Brussel    | KMKG: Jubelparkmuseum                | Brussels Museum van de Geuze                           |
| Wallonië   | Musée royal de Mariemont, Morlanwelz | Musée provincial Félicien Rops, Namen                  |

### 2008
| gewest:    | museumprijs                                      | publieksprijs                                 |
| ---------- | ------------------------------------------------ | --------------------------------------------- |
| Vlaanderen | Museum van Hedendaagse Kunst Antwerpen           | Memorial Museum Passchendaele 1917, Zonnebeke |
| Brussel    | Koninklijke Musea voor Schone Kunsten van België | Muziekinstrumentenmuseum (Het MIM)            |
| Wallonië   | Musée provincial Félicien Rops, Namen            | CEDARC/Musée du Malgré-Tout, Treignes         |

### 2009
| gewest:    | museumprijs                         | publieksprijs                                               | kinderjuryprijs                                             |
| ---------- | ----------------------------------- | ----------------------------------------------------------- | ----------------------------------------------------------- |
| Vlaanderen | Museum voor Schone Kunsten, Gent    | Gasthuismuseum Sint-Dimpna, Geel                            | Modemuseum, Antwerpen                                       |
| Brussel    | BELvue Museum                       | Erasmushuis, Anderlecht                                     | Belgisch Stripcentrum                                       |
| Wallonië   | Musée de la Photographie, Charleroi | Prehistosite de Ramioul – Musée de la préhistoire, Flémalle | Prehistosite de Ramioul – Musée de la préhistoire, Flémalle |

### 2010
| gewest:    | museumprijs                                     | publieksprijs                                   | kinderjuryprijs                                          |
| ---------- | ----------------------------------------------- | ----------------------------------------------- | -------------------------------------------------------- |
| Vlaanderen | In Flanders Fields Museum, Ieper                | Openluchtmuseum Bokrijk, Genk                   | Openluchtmuseum Bokrijk, Genk                            |
| Brussel    | CINEMATEK (Koninklijk Belgisch Filmarchief)     | Museum van de Nationale Bank van België         | Koninklijk Museum van het Leger en de Krijgsgeschiedenis |
| Wallonië   | Musée de l’hôpital Notre-Dame à la Rose, Lessen | Musée de l’hôpital Notre-Dame à la Rose, Lessen | Musée de Groesbeek-De Croix, Namen                       |

### 2011
| gewest:    | museumprijs                                         | publieksprijs                                            | kinderjuryprijs                            |
| ---------- | --------------------------------------------------- | -------------------------------------------------------- | ------------------------------------------ |
| Vlaanderen | M - Museum Leuven                                   | M - Museum Leuven                                        | Museum voor Schone Kunsten, Gent           |
| Brussel    | Museum voor Schone Kunsten, Elsene                  | Koninklijk Museum van het Leger en de Krijgsgeschiedenis | Brussels Museum van de Molen en de Voeding |
| Wallonië   | Musée de l'orfévrerie - Château de Seneffe, Seneffe | MAC’s - Museum voor Hedendaagse Kunsten, Le Grand-Hornu  | Maison des Géants, Aat                     |

### 2012
| gewest:    | museumprijs                                                                                     | publieksprijs           | kinderjuryprijs             |
| ---------- | ----------------------------------------------------------------------------------------------- | ----------------------- | --------------------------- |
| Vlaanderen | Stadsmuseum Gent (STAM)                                                                         | Stadsmuseum Gent (STAM) | De Wereld van Kina, Gent    |
| Brussel    | Hortamuseum, Sint-Gillis                                                                        | Musée Magritte Museum   | art & marges museum         |
| Wallonië   | Musée International du Carnaval et du Masque (Internationaal Carnaval- en Maskermuseum), Binche | Musée gaumois, Virton   | Musée Mariemont, Morlanwelz |

### 2013
| gewest:    | museumprijs                                              | publieksprijs                         | kinderjuryprijs                 |
| ---------- | -------------------------------------------------------- | ------------------------------------- | ------------------------------- |
| Vlaanderen | Museum voor Industrie, Arbeid en Textiel (MIAT), Gent    | Museum aan de Stroom (MAS), Antwerpen | Suske en Wiske-Kindermuseum     |
| Brussel    | Muziekinstrumentenmuseum                                 | art & marges museum                   | Museum voor natuurwetenschappen |
| Wallonië   | Centre de la Gravure et de l'image imprimée, La Louvière | Grand Curtius, Luik                   | Musée Ianchelevici              |

### 2014
| gewest:    | museumprijs                           | publieksprijs                   | kinderjuryprijs                        |
| ---------- | ------------------------------------- | ------------------------------- | -------------------------------------- |
| Vlaanderen | Gallo-Romeins museum, Tongeren        | Red Star Line Museum, Antwerpen | Gasthuismuseum Dimpna, Geel            |
| Brussel    | Museum van de stad Brussel            | Muziekinstrumentenmuseum        | Autoworld                              |
| Wallonië   | Musée provincial Félicien Rops, Namen | Musée des Beaux-Arts, Luik      | L’Hôpital Notre-Dame à la Rose, Lessen |